# Marcel Pérès
Marcel Pérès (ur. 15 lipca 1956 w Oranie, Algieria) – francuski muzykolog, kompozytor, reżyser i dyrektor chóru, wokalista. Założyciel grupy muzycznej Ensemble Organum. Jest autorytetem w teorii i wykonaniu chorału gregoriańskiego.
Pérès urodził się w algierskiej rodzinie z hiszpańskimi korzeniami. Wychowywał się w Nicei we Francji, gdzie był organistą w katedrze anglikańskiej. W konserwatorium uczył się kompozycji i gry na organach. Naukę muzyki kościelnej kontynuował w Royal School of Church Music i w angielskich katedrach. Pracował w Kanadzie w Studio de Musique ancienne de Montréal oraz National Film Board of Canada. W 1979 roku powrócił do Francji, gdzie studiował muzykę średniowieczną pod kierunkiem Michela Huglo w École pratique des hautes études w Paryżu.
W 1982 roku założył Ensemble Organum, grupę specjalizującą się w śpiewie gregoriańskim i para-gregoriańskim. Grupa została oparta na dorobku muzycznym trzech średniowiecznych klasztorów: w Sénanque, Royaumont i  Moissac.
W 1984 roku Pérès został dyrektorem instytutu zajmującego się muzyką średniowieczną: Atelier pour la Recherche sur l’Interprétation des Musiques Médiévales (ARIMM), w 1994 r. przekształconego w Centre Européen pour la Recherche sur l'Interprétation des Musiques Médiévales (CERIMM).
W 2001 roku przeniósł Ensemble Organum do Moissac, gdzie założył CIRMA – Centre itinérant de recherche sur les musiques anciennes (dosł. wędrowne centrum badań nad muzyką dawną).
W 1990 roku otrzymał nagrodę Leonardo da Vinci przyznawaną przez włoski rząd, a od 1996 roku jest Kawalerem Orderu Sztuki i Literatury. W 2013 roku otrzymał tytuł Honorowego Obywatela Miasta Jarosławia.